# Таркосале
Таркосале (нен. ) — упразднённое село Ямальского района Ямало-Ненецкого автономного округа России. Исключено из учётных данных в 2006 году.

## География
Расположен на месте слияния рек Левый Юрибей и Правый Юрибей на полуострове Ямал.

## История
Образовано в 1930-е годы как фактория.

## Население
| 1989 | 2002 |
| ---- | ---- |
| 291  | ↘0   |

## Экономика
Оленеводство.